# Pudlivți, Camenița
Pudlivți (în ucraineană Пудлівці) este un sat în comuna Holoskiv din raionul Camenița, regiunea Hmelnîțkîi, Ucraina.

## Demografie
Componența lingvistică a localității Pudlivți
     Ucraineană (99,11%)
     Alte limbi (0,89%)
Conform recensământului din 2001, majoritatea populației localității Pudlivți era vorbitoare de ucraineană (99,11%), existând în minoritate și vorbitori de alte limbi.